# Cattleya perrinii
Cattleya perrinii é uma espécie de planta do gênero Cattleya e da família Orchidaceae.
Cattleya perrinii pertence à série Hadrolaelia. É uma espécie que geralmente ocorre em florestas primárias de altitude principalmente nos estados de Rio de Janeiro e Espírito Santo e pode ser considerada rara. A floração ocorre no outono.

## Taxonomia
A espécie foi descrita em 1838 por John Lindley.
Os seguintes sinônimos já foram catalogados:  
- Bletia perrinii  (Lindl.) Rchb.f.
- Laelia perrinii alba  O'Brien
- Amalia perrinii  (Lindl.) Heynh.
- Brasilaelia perrinii  (Lindl.) Campacci
- Chironiella perrinii  (Lindl.) Braem
- Hadrolaelia perrinii  (Lindl.) Chiron & V.P.Castro
- Laelia perrinii  (Lindl.) Bateman
- Sophronitis perrinii  (Lindl.) Van den Berg & M.W.Chase

## Forma de vida
É uma espécie epífita e herbácea.

## Descrição
| Caule                                                | Caule                           |
| ---------------------------------------------------- | ------------------------------- |
| planta                                               | rizomatosa                      |
| número de entrenó do rizoma                          | 1/2                             |
| Folha                                                |                                 |
| número                                               | 1                               |
| forma                                                | elíptico lanceolada             |
| Inflorescência                                       |                                 |
| inflorescência em pseudobulbo diferenciado sem folha | não                             |
| bráctea - espatáceo                                  | simples                         |
| número de flor                                       | 1/2/3/4                         |
| Flor                                                 |                                 |
| cor das pétala e sépala                              | rosa claro                      |
| forma do labelo                                      | levemente trilobado             |
| cor do lobo mediano do labelo                        | rosa escuro/com o centro branco |
| cor do lobo lateral do labelo                        | rosa escuro                     |

## Conservação
A espécie faz parte da Lista Vermelha das espécies ameaçadas do estado do Espírito Santo, no sudeste do Brasil. A lista foi publicada em 13 de junho de 2005 por intermédio do decreto estadual nº 1.499-R.

## Distribuição
A espécie é encontrada nos estados brasileiros de Espírito Santo, Minas Gerais, Rio de Janeiro e São Paulo.
A espécie é encontrada no domínio fitogeográfico de Mata Atlântica, em regiões com vegetação de floresta ombrófila pluvial.